# Saunders-Roe Nautical 2

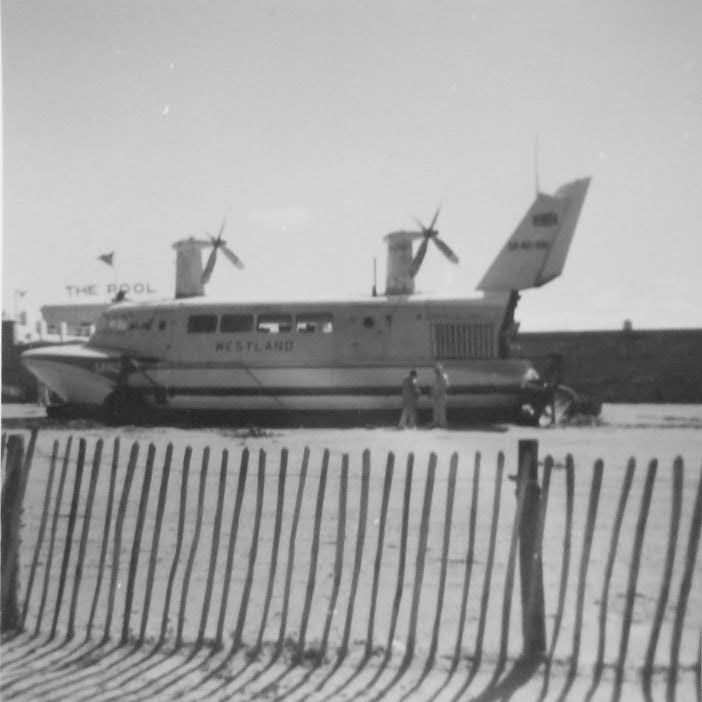
Le Saunders-Roe Nautical en arrière plan en cours de destruction

Le Saunders-Roe Nautical 2 (SR.N2) est un aéroglisseur construit par Westland/Saunders-Roe qui effectue son premier vol en 1961.

## Conception
D'une longueur de 19,80 mètres, il pesait 27 tonnes et pouvait transporter 48 passagers. Bien qu'un seul exemplaire a été construit, il peut être considéré comme le prototype de l'aéroglisseur commercial, à la suite de la réalisation et recherche artisanale du SR.N1.
Il a fait une démonstration sur le fleuve Saint-Laurent au Canada en 1962 et fonctionne comme un ferry sur la Severn en Angleterre en 1963. 
Il a ensuite été équipé de jupes plus importantes pour améliorer ses performances dans les mers agitées. 
Southdown Motor Services et Westland Aircraft ont utilisé le SR.N2 sur le Solent entre Eastney et Ryde en 1963 et 1964 transportant 30 000 passagers. 
Il a finalement été démantelé.

## Caractéristiques[1],[2]
- Longueur : 19,80 mètres
- Largeur : 9,14 mètres
- Hauteur (arrêt) : 7,43 mètres
- Hauteur (vol stationnaire) : 8,20 mètres
- Vitesse maxi : 73 nœuds (135 km/h)
- Propulsion :  4 x turbomoteurs Bristol Siddeley Nimbus de 608 kW (815 ch) chacun (2 pour l'ascension, 2 pour la poussée)
- Système de direction : Hélices à pas variable sur les pylônes de rotation et un gouvernail arrière
- Passagers : 38, 53 ou 70 (projet)